# روبرت دانيال
روبرت دانيال (بالإنجليزية: Robert Daniel)‏ هو فلاح وسياسي أمريكي، ولد في 17 مارس 1936 في الولايات المتحدة، وتوفي في 4 فبراير 2012 في نفس البلد. حزبياً، نشط في الحزب الجمهوري. وقد انتخب عضو مجلس نواب الولايات المتحدة عن ولاية فرجينيا وانتخب عضو مجلس النواب الأمريكي.